# 王帅廷
王帅廷（1955年10月—），江苏徐州丰县人。

## 生平
1982年毕业于徐州师范学院（现江苏师范大学），后于中欧国际工商学院研究生/EMBA毕业。1982年9月参加工作，先后担任江苏省徐州地区行署、徐州市经委办公室副主任（1985年）、徐州市人民政府办公室副主任、政府副秘书长（1991年）。1994年任徐州华润电力有限公司总经理，2001年任华润电力董事、总经理；2002年任华润集团董事、助理总经理、副总经理，兼华润电力董事局副主席、首席执行官。2009年后任华润集团副董事长、副总经理，兼华润电力董事局主席、首席执行官。2011年4月起任香港中旅集团副董事长、总经理。
2014年5月16日，王帅廷因涉嫌在华润集团工作期间严重违纪违法，被中纪委调查。落马后，原港中旅集团董事、副总经理姜岩在8月25日接任港中旅董事长一职。2015年9月11日被开除党籍，移送司法机关。2016年9月26日，最高人民检察院发布消息：香港中旅（集团）有限公司原党委副书记、副董事长、总经理王帅廷涉嫌受贿、贪污一案，由最高人民检察院侦查终结后，移送广东省深圳市人民检察院审查起诉。深圳市人民检察院已向深圳市中级人民法院提起公诉。经审理查明：2003年至2013年，被告人王帅廷利用担任华润电力控股有限公司党委书记、董事局副主席、董事局主席、总裁等职务上的便利，为相关单位和个人，在投资入股、股权转让、职务晋升等事项上提供帮助，非法收受财物，共计折合人民币4008.8337万元。2006年至2011年，王帅廷利用上述职务上的便利，先后11次违规获取火电项目开发奖，非法占有华润电力项目公司的财物，共计人民币708.6375万元。
2017年2月28日，广东省深圳市中级人民法院公开宣判香港中旅（集团）有限公司原党委副书记、副董事长、总经理王帅廷受贿、贪污案，对被告人王帅廷以受贿罪判处有期徒刑九年，并处罚金人民币四十万元；以贪污罪判处有期徒刑十年，并处罚金人民币八十万元，决定执行有期徒刑十六年，并处罚金人民币一百二十万元。对扣押在案的受贿赃款赃物依法上缴国库，扣押在案的贪污赃款退还被害单位。